# Красна Горка (Біжбуляцький район)
Кра́сна Го́рка (рос. Красная Горка, башк. Красная Горка) — присілок у складі Біжбуляцького району Башкортостану, Росія. Входить до складу Зіріклинської сільської ради.
Населення — 2 особи (2010; 7 в 2002).
Національний склад:
- мордва — 71 %
- росіяни — 29 %